# James Runcie
James Runcie (ur. 1959 w Cambridge) – brytyjski pisarz, reżyser i scenarzysta filmowy, producent telewizyjny i reżyser teatralny.

## Życiorys
Urodzony w 1959 r. w Cambridge, syn pianistki lady Rosalind Runcie i późniejszego arcybiskupa Canterbury Roberta Runciego. Uczęszczał do Marlborough College, Trinity Hall College w Cambridge i Bristol Old Vic Theatre School. Mieszka z żoną, córką i przybraną córką w Edynburgu. Autor filmów, reżyser teatralny i telewizyjny, dyrektor artystyczny Bath Literature Festival.

## Publikacje
- The Discovery of Chocolate (2001)[4]
- The Colour of Heaven (2003)[4]
- Canvey Island (2006)[4]
- East Fortune (2009)[4]
- Grantchester Mystery (Zagadki Grantchester):
  - Sidney Chambers and The Shadow of Death (2012)[4] (Sidney Chambers. Cień śmierci[5])
  - Sidney Chambers and the Perils of the Night (2013)[4] (Sidney Chambers. Złowroga noc[5])
  - Sidney Chambers and the Problem of Evil (2014)[4]
  - Sidney Chambers and The Forgiveness of Sins (2015)[4]
  - Sidney Chambers and The Dangers of Temptation (2016)[4]
  - Sidney Chambers and the Persistence of Love (2017)[4]